# Omnimobil
Das Omnimobil war ein Personenkraftwagen der Fafnir-Werke aus Aachen, den es nur als Bausatz gab. Die Bauzeit war von 1904 bis 1910.

## Beschreibung
Fafnir fertigte diese Bausätze und verkaufte sie an andere Unternehmer, die diese zusammensetzten, mit weiteren Teilen ergänzten und die fertigen Fahrzeuge unter ihrem eigenen Markennamen anboten. Zu den Abnehmern gehörten die Cito-Fahrradwerke, Richard Dreyhaupt, Hartmann, die Westfälische Automobilgesellschaft Bernhard Feldmann & Co., die Fahrradfabrik V. Chr. Schilling, die Steudel-Werke und die Superior Fahrrad- und Maschinenbau-Industrie.
Der Bausatz umfasste nur technische Dinge. Anfänglich waren lediglich der Motor, das Getriebe und der Antrieb enthalten. Ab etwa 1906 kamen auch das Fahrgestell, die Lenkung und die Achsen dazu. Zunächst war ausschließlich ein Zweizylindermotor mit 6 PS Leistung verfügbar. Laut einer Quelle hatte er 704 cm³ Hubraum. Ab 1906 war auch ein Vierzylindermotor mit 16 PS Leistung lieferbar. Die Abnehmer mussten etliche Teile wie die Karosserie, die Reifen, den Kraftstofftank, die Innenausstattung, die Beleuchtung und – damals sehr wichtig – die Hupe selber anfertigen oder aus anderen Quellen beziehen.